# پاپ اوژن دوم

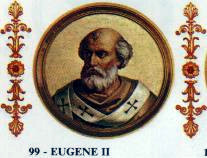

پاپ اوژن دوم (به انگلیسی: Eugene II) یکی از پاپ‌های کلیسای کاتولیک رم بود که در رم به دنیا آمد و از ۸۲۴ تا ۸۲۷ میلادی پاپ بود.